# Acido sterculico
L'acido sterculico, è un acido grasso composto da 19 atomi di carbonio con un anello ciclopropene, cioè un gruppo ciclopropano con un doppio legame, in posizione 9-10.
Si trova anche ad alte concentrazioni nei glucidi degli oli di semi di varie piante Sterculiaceae, da cui prende il nome, Malvaceae, Bombacaceae.
Non deve essere confuso con l'acido sterculinico 8,9-cpe-19:2Δ17a caratterizzato da un triplo legame in posizione 17≡18.
L'acido sterculico fu isolato per la prima volta nel 1952 da JR Nunn dall'olio dei semi di Sterculia foetida.
Come altri acidi grassi contenenti ciclopropenici, è considerato tossico. Gli olio di semi che lo contengono possono essere edibili solo se sottoposti a raffinazione per ridurne il tenore.
Gli oli di semi che contengono acido sterculico provengono da: Durio zibethinus (39-78%), Sterculia foetida (44–65%), Bombacopsis glabra(34-64%), Bombax oleagineum (≈30%); Bombacopsis glabra (≈30%), Gnetum scandens (≈29%), Ceiba pentandra (≈3%). L'olio di cotone ( Gossypium hirsutum e Gossypium herbaceum ) e di baobab (Adansonia digitata ) che possono avere un utilizzo alimentare se non raffinati possono contenerne, rispettivamente, concentrazioni ≤2% e ≤8%. È stato individuato anche nell'olio di noci deteriorato. Negli oli vegetali è quasi sempre associato all'omologo acido malvalico, 8,9-cpe-18:1, suo probabile derivato per α-ossidazione.
Si ritiene che l'acido sterculico, come gli altri acidi grassi ciclopropenoidi, abbia una funzione protettiva contro i predatori e gli agenti patogeni per la pianta, perché la sostanza interferisce con il metabolismo dei grassi nei processi che implementano l'inserimento di un doppio legame. In particolare l'acido sterculico inibirebbe l'azione degli enzimi desaturasi Δ5, Δ6 e Δ9. Ciò si traduce negli animali in una composizione modificata del grasso corporeo, che influisce non solo sul grasso accumulato, ma anche sulla composizione lipidica delle membrane. Il punto di fusione aumenta a causa del aumento del rapporto saturi/insaturi. Ad esempio, l'acido sterculico nel mangime delle galline ovaiole porta ad un evidente cambiamento di colore delle uova anche a una dose giornaliera di 25 mg. L'albume assume un colore rosa, mentre il tuorlo appare albicocca. Il motivo è una maggiore permeabilità della membrana che separa il tuorlo dall'albume, che porta al trasferimento della proteina conalbumina dall'albume al tuorlo. Lì, si forma un complesso rosa con il ferro presente nel tuorlo, che a sua volta può diffondersi nel bianco d'uovo. Negli animali le conseguenze sono diverse e comportano, tra l'altro, una riduzione della crescita e della funzione riproduttiva. L'alimentazione dei ratti con olio di Sterculia foetida ne inibisce la crescita, ritarda la maturità sessuale e con concentrazioni del 5% può risultare fatale per i ratti.
Vari test sulla trota iridea, fanno pensare che l'acido sterculico sia epatotossico e cancerogeno in potente sinergia con aflatossine e micotossine.